# Kjelvik

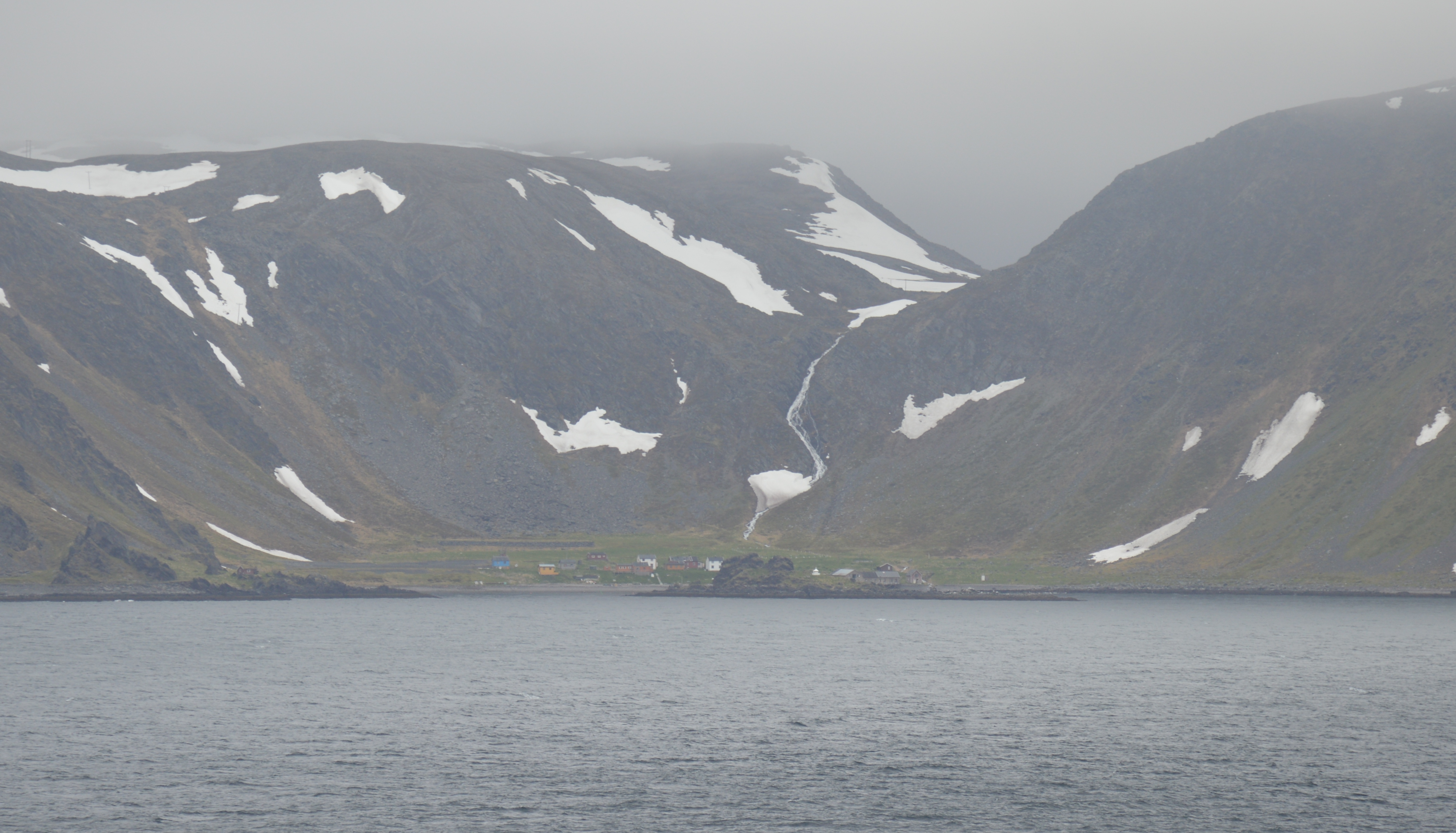
Kjelvik, Juni 2017

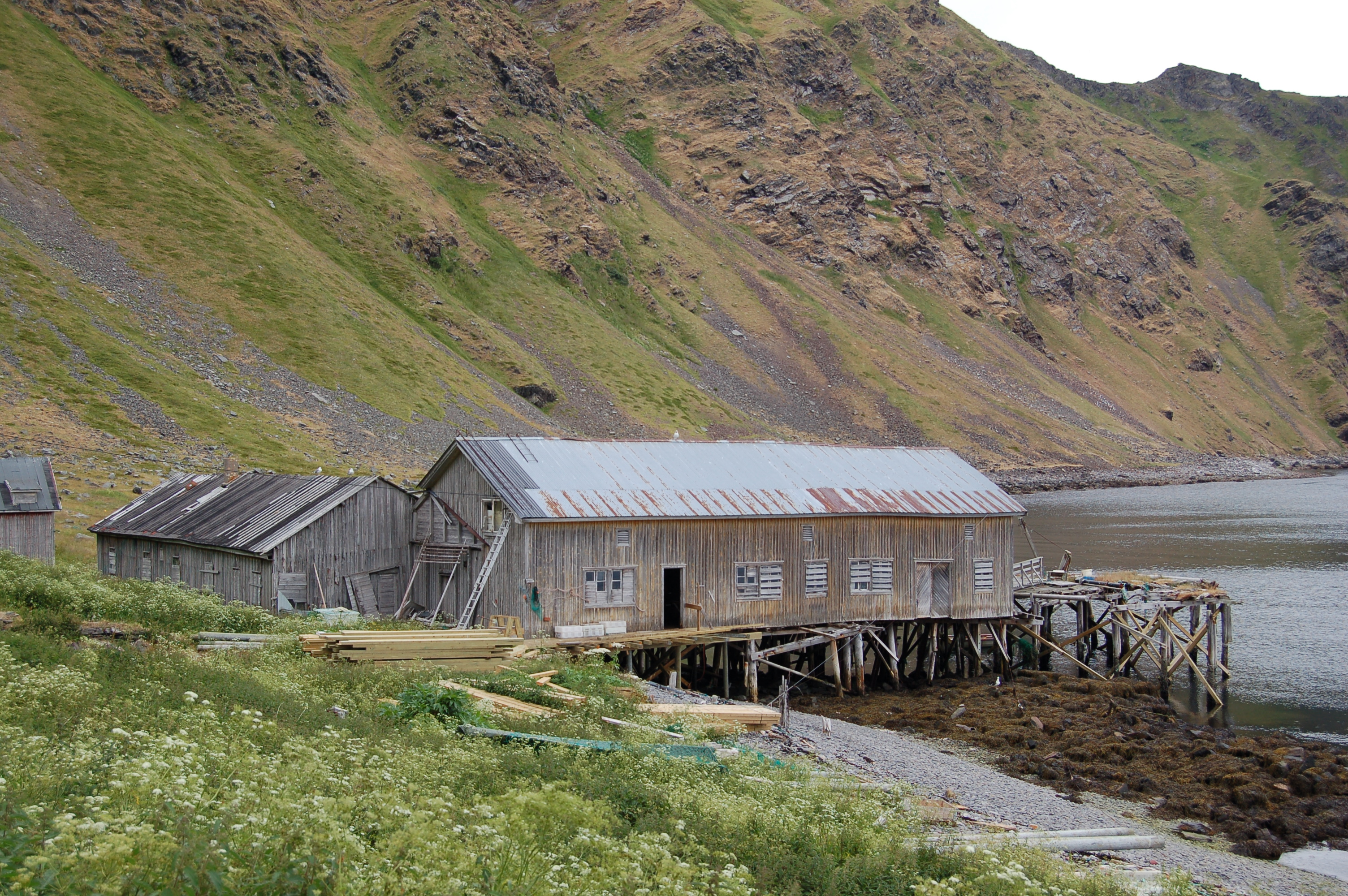
Die ehemalige Fischverarbeitungsfabrik Kjelvik brygge, 2014

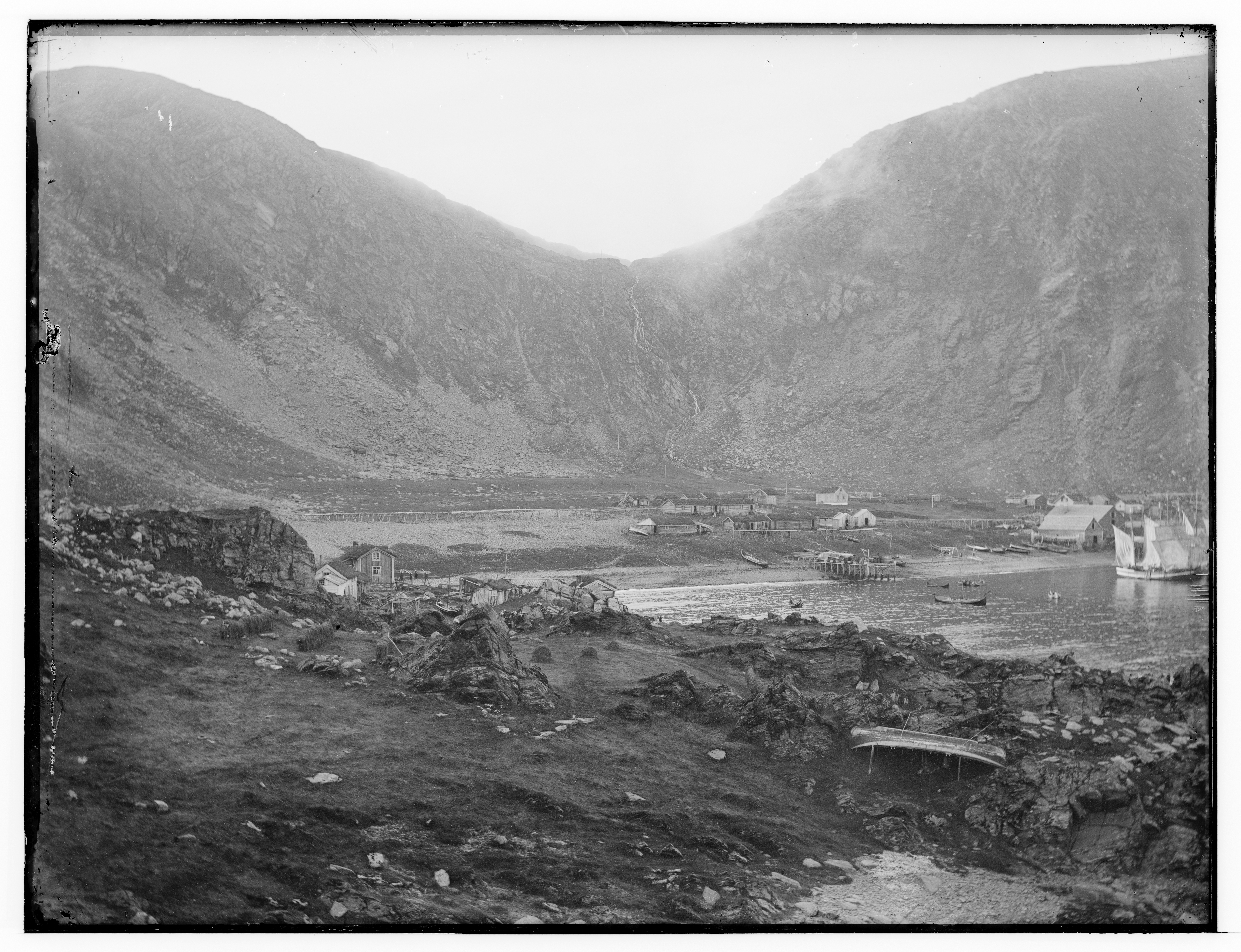
Kjelvik, zwischen 1900 und 1910

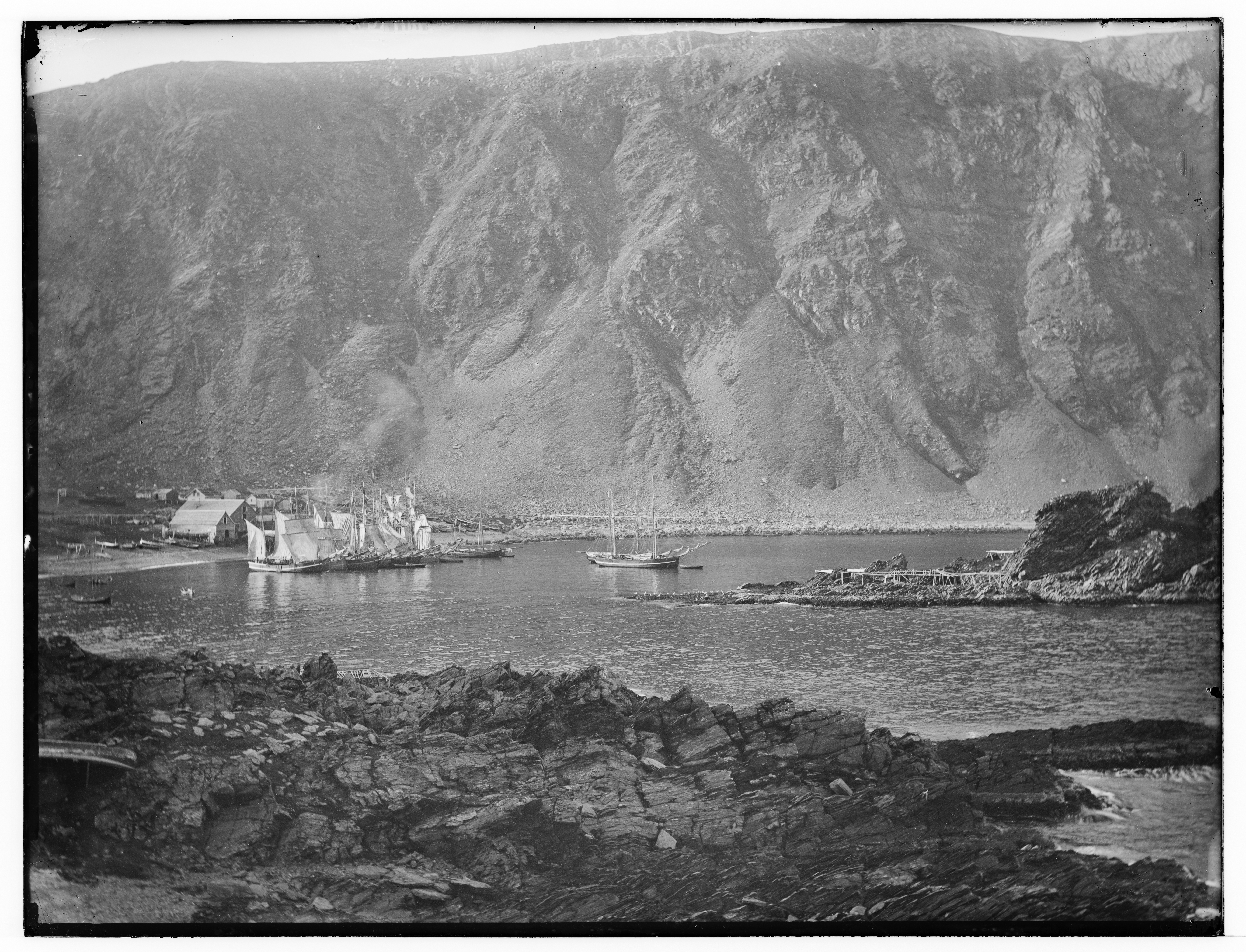
Hafen, zwischen 1900 und 1910

Kjelvik ist ein heute unbewohnter Ort in der norwegischen Gemeinde Nordkapp auf der Insel Magerøya in der Provinz Finnmark.

## Lage
Die Ortschaft liegt in einer kleinen Bucht auf der südöstlichen Seite der Insel am Porsangerfjord, etwa 5,5 Kilometer nordöstlich von Honningsvåg. Kjelvik vorgelagert ist die kleine Insel Kjelen. Landseitig ist der Ort von steil bis zu einer Höhe von 300 Metern aufragenden Bergen umgeben. Kjelvik ist nur zu Fuß oder auf dem Seeweg zu erreichen. Eine begonnene Straße von Nordvågen nach Kjelvik wurde nie fertig gestellt.

## Geschichte
Kjelvik war in der Vergangenheit der größte Ort auf Magerøya und fungierte als Gemeindezentrum. Die heutige Gemeinde Nordkapp trug entsprechend auch den Namen Kjelvik. 1844 wurde in Kjelvik eine achteckige Holzkirche errichtet. Ab 1853 wurde der Ort von Dampfschiffen angelaufen, ab 1869 war Kjelvik ein Hafen der Hamburgroute. Am 16. Januar 1882 wurde Kjelvik von einem starken Orkan getroffen, wobei die Holzkirche völlig zerstört wurde.
Die abgeschiedene Lage Kjelviks führte jedoch dazu, dass die Funktion als Gemeindezentrum nach und nach auf das günstiger gelegene Honningsvåg überging. 1895 übernahm Honningsvåg die Funktion auch offiziell, wobei der Gemeindename Kjelvik beibehalten wurde. 1910 war Kjelvik an das Telefonnetz angeschlossen. Im Jahr 1914 wurde im Ort die Straße ausgebaut. In der Zeit etwa um 1930 wurde mit Notmitteln zur Bekämpfung der Arbeitslosigkeit begonnen eine Straße von Nordvågen nach Kjelvik zu bauen. Sie wurde jedoch nicht fertiggestellt.  1944 wurde Kjelvik während des Unternehmens Nordlicht von deutschen Truppen vollständig zerstört und die Bevölkerung zwangsweise evakuiert. Aufgrund der ungünstigen Lage und dem politischen Ziel einer Zentralisierung der Siedlungen unterblieb nach dem Kriegsende ein organisierter Wiederaufbau. Es wurden jedoch Kapazitäten für die Fischverarbeitung aufgebaut. 1950 erfolgte die Umbenennung der Gemeinde, die seit dem Nordkapp heißt.
Heute stehen im Ort mehrere als Sommerhäuser genutzte Gebäude. Es gibt den Kjelvikclub in dem ehemalige Bewohner Kjelviks und ihre Nachfahren die Erinnerung an das alte Kjelvik pflegen.

## Persönlichkeiten
In Kjelvik wurde der norwegische Schriftsteller Terje Stigen (1922–2010) geboren.